# Johann Gabriël Meder
Johann Gabriël Meder, ook wel Johan Gabriël of Jean-Gabriél Meder (1729-1800) was een Nederlands componist.

## Leven
Johan Gabriël Meder was een componist die leefde in 's-Gravenhage en Amsterdam en muziek componeerde in klassieke stijl. Meer informatie volgt

## Muziek
Het œuvre van Meder bestaat uit symfonieën, kamermuziek en liederen. De symfonie op. 3 nr. 1 verscheen op de 2e lp uit de zes lp's bevattende cassette 400 jaar Nederlandse muziek van het Residentieorkest, die ook op cd verkrijgbaar is.
- Gemeinsame Normdatei: 1089344783
- International Standard Name Identifier: 0000 0003 8744 2807
- MusicBrainz: 2c3eaf26-c265-412b-962a-bdb62d8ba7c4
- Nationale Bibliotheek van Tsjechië: xx0257774
- Nederlandse Thesaurus van Auteursnamen: 073798991
- Virtual International Authority File: 39568863